# Vesperus bolivari
Vesperus bolivari là một loài bọ cánh cứng trong họ Cerambycidae.